# Kanton Écos
Kanton Écos (fr. Canton d'Écos) je francouzský kanton v departementu Eure v regionu Horní Normandii. Skládá se z 23 obcí.

## Obce kantonu
- Berthenonville
- Bois-Jérôme-Saint-Ouen
- Bus-Saint-Rémy
- Cahaignes
- Cantiers
- Château-sur-Epte
- Civières
- Dampsmesnil
- Écos
- Fontenay
- Forêt-la-Folie
- Fourges
- Fours-en-Vexin
- Gasny
- Giverny
- Guitry
- Heubécourt-Haricourt
- Mézières-en-Vexin
- Panilleuse
- Pressagny-l'Orgueilleux
- Sainte-Geneviève-lès-Gasny
- Tilly
- Tourny